# Храм надписей
Храм надписей (исп. Templo de las Inscripciones, майяский: Bʼolon Yej Teʼ Naah — Дом девяти острых копий) — архитектурное сооружение VII века, построенное в классический период цивилизации майя над гробницей правителя Баакульского царства К’инич Ханааб Пакаля его сыном и преемником Кан Баламом II в качестве погребального памятника. Находится в Паленке (условное название развалин большого майяского города на северо-востоке мексиканского штата Чьяпас).

## История
Летом 1952 года мексиканский археолог Альберто Рус Луилье обнаружил нетронутую гробницу правителя Пакаля.
Название храму дали надписи, расположенные на его стенах. Всего на трёх каменных плитках находится 617 иероглифов. На сегодняшний день прочитана бо́льшая часть из них.

## Храм
«Храм Надписей» представляет собой девятиуровневую ступенчатую пирамиду высотой 24 метра с храмовой частью и потайной погребальной камерой. Лестница пирамиды делится на 4 платформы, на которых расположены 5 секций ступеней: первая секция с 9 ступенями, вторая — 19, третья — 19, четвёртая — 13 и пятая — 9. Суммарное количество ступеней равно 69. На поверхности восьмой ступени пирамиды расположена постройка с пятью входами, и тремя помещениями, в одном из которых был обнаружен скрытый под каменной плитой туннель, ведущий в гробницу Пакаля. Предположительно, в прежние времена весь храм и его основание покрывала красная штукатурка, от которой на сегодняшний день ничего не осталось.
Над шестью пилонами северного фасада из 44 начертанных символов сохранились лишь 6. Из них удалось расшифровать две даты, приуроченные к возведению (вторая дата) и торжественному открытию (первая дата) храма: декабрь 688 / январь 689 года и декабрь 676 / январь 677 года.

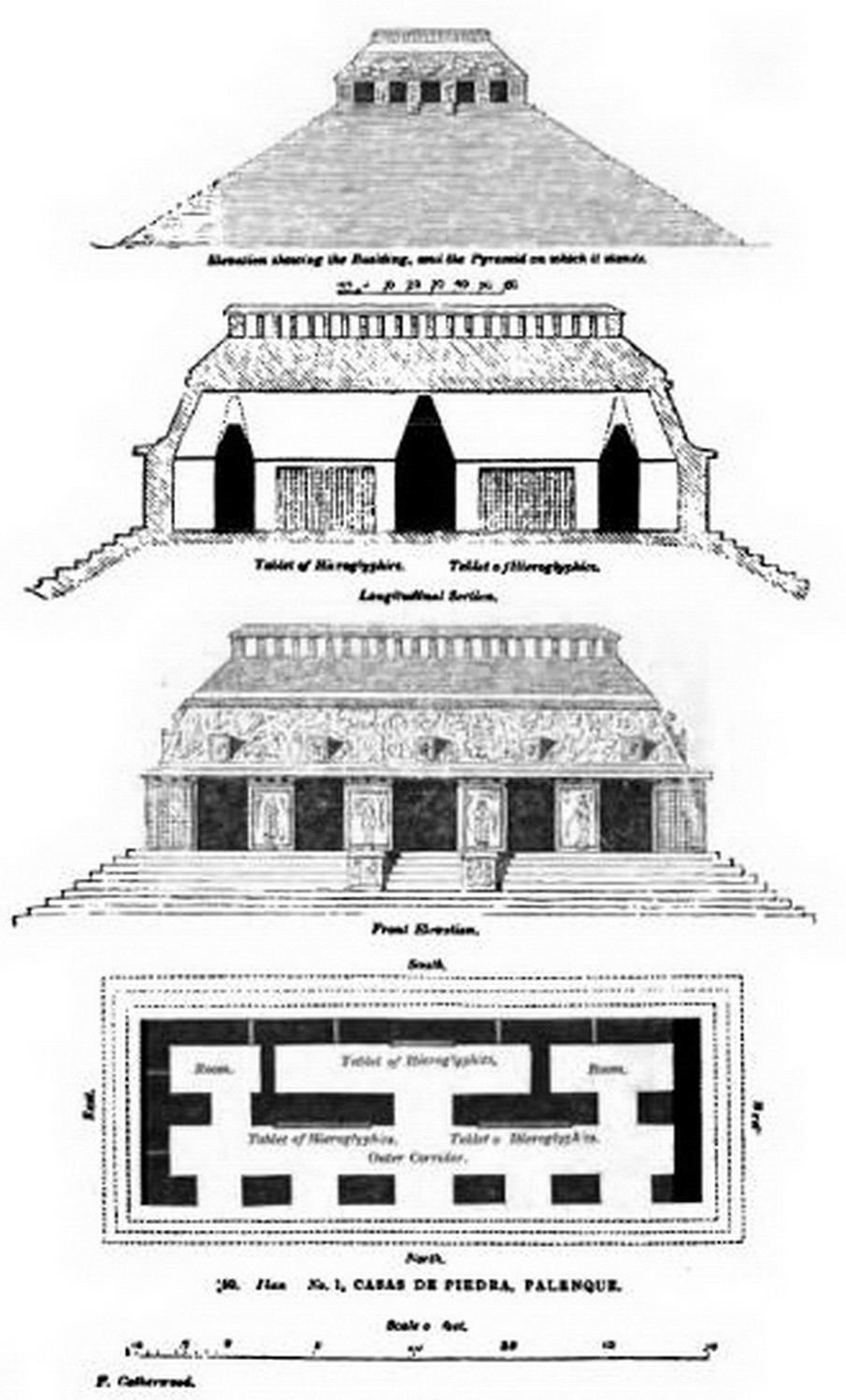
План храма, начертанный Фредериком Кезервудом
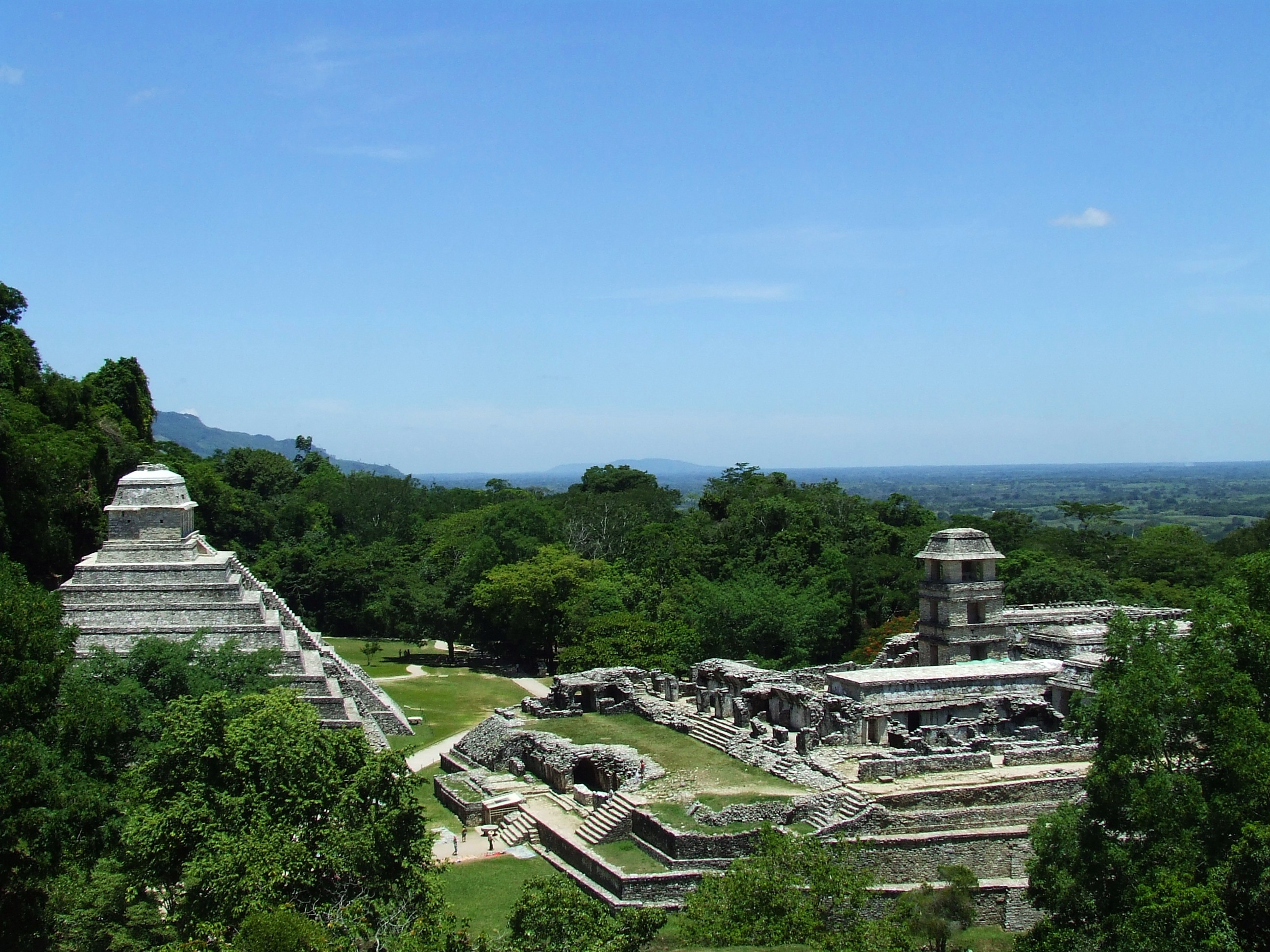
Храм надписей (слева) и дворец (справа)
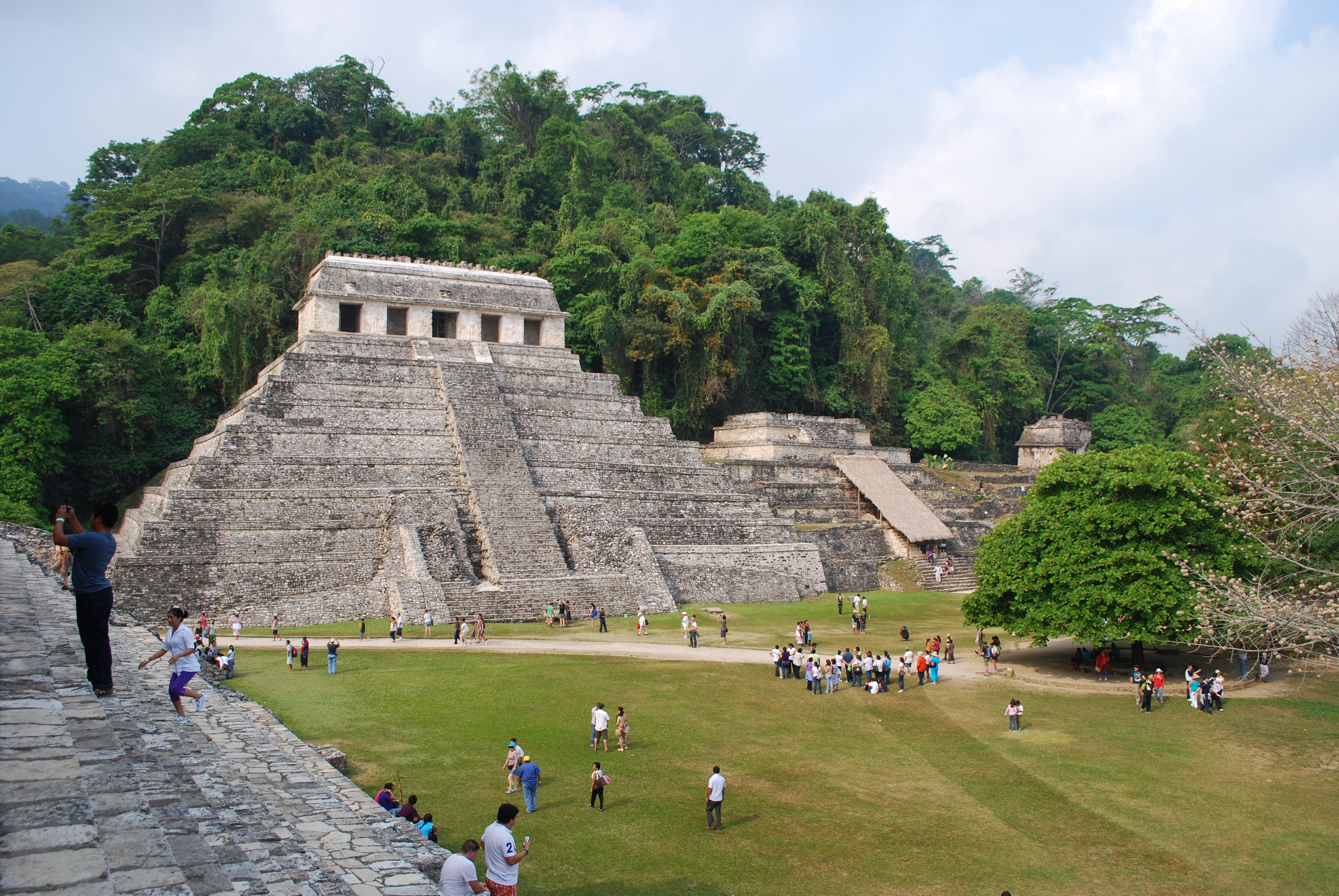
Вид со стороны
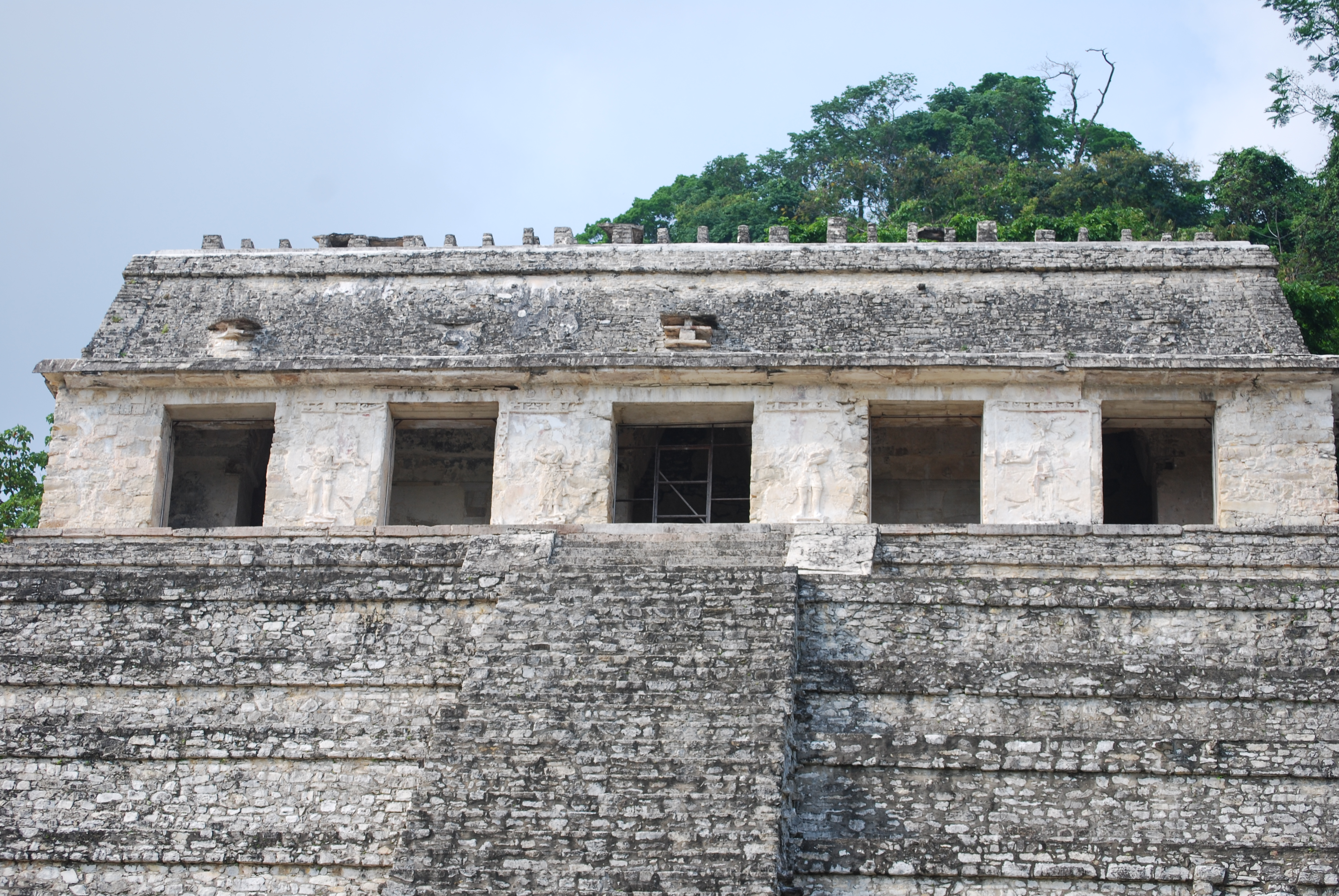
Фасад с шестью пилонами

## Гробница
Изначально вход в погребальную камеру преграждали две стены. За первой находился сундук из скреплённых раствором каменных плит. В нём лежали семь палиц, два ушных украшения в форме бутона из жадеита, одна каплевидная жемчужная серёжка и три раковины с красной краской. За второй стеной найдены скелеты пятерых людей обоего пола, явно погибших насильственной смертью. Искусственно деформированные черепа и инкрустация в зубах говорят об их знатном происхождении. Они должны были сопровождать Пакаля в загробной жизни.
Гробница Пакаля представляет собой зал размером 9×4 м со сводчатым потолком почти 7 м высотой. Стены украшают девять гипсовых статуй, по мнению Луилье, обозначающих девять Владык Мрака — правителей девяти подземных миров или ярусов царства смерти, согласно майянской мифологии.
Из-под саркофага археолог Луилье извлёк две лепные головы, вероятные скульптурные изображения Пакаля. Наименьшая 29 см высотой показывает облик юного правителя, а более крупная 43 см в высоту — в зрелом возрасте.

### Саркофаг
Крупный саркофаг Пакаля занимает практически всё пространство погребальной камеры. Он вырезан из цельного куска камня и весит 15 тонн. На нём покоится надгробная плита 3,8×2,2 м весом 5,5 тонн. По обеим её сторонам отмечены даты рождения и смерти Пакаля, а также даты смерти его предшественников.
Каменная крышка саркофага украшена изображением сцены воскрешения Пакаля и освобождения его из подземного мира. Центральный мотив занимает Древо жизни (wacah chan), у его подножия лежит Пакаль, которого поглощает разинутый рот преисподней. Между ними голова-скелет чудовища (божество земли) держит жертвенную чашу с иероглифом солнца. Это должно помочь Пакалю преодолеть путь в подземелье, чтобы воскреснуть на восточном горизонте.

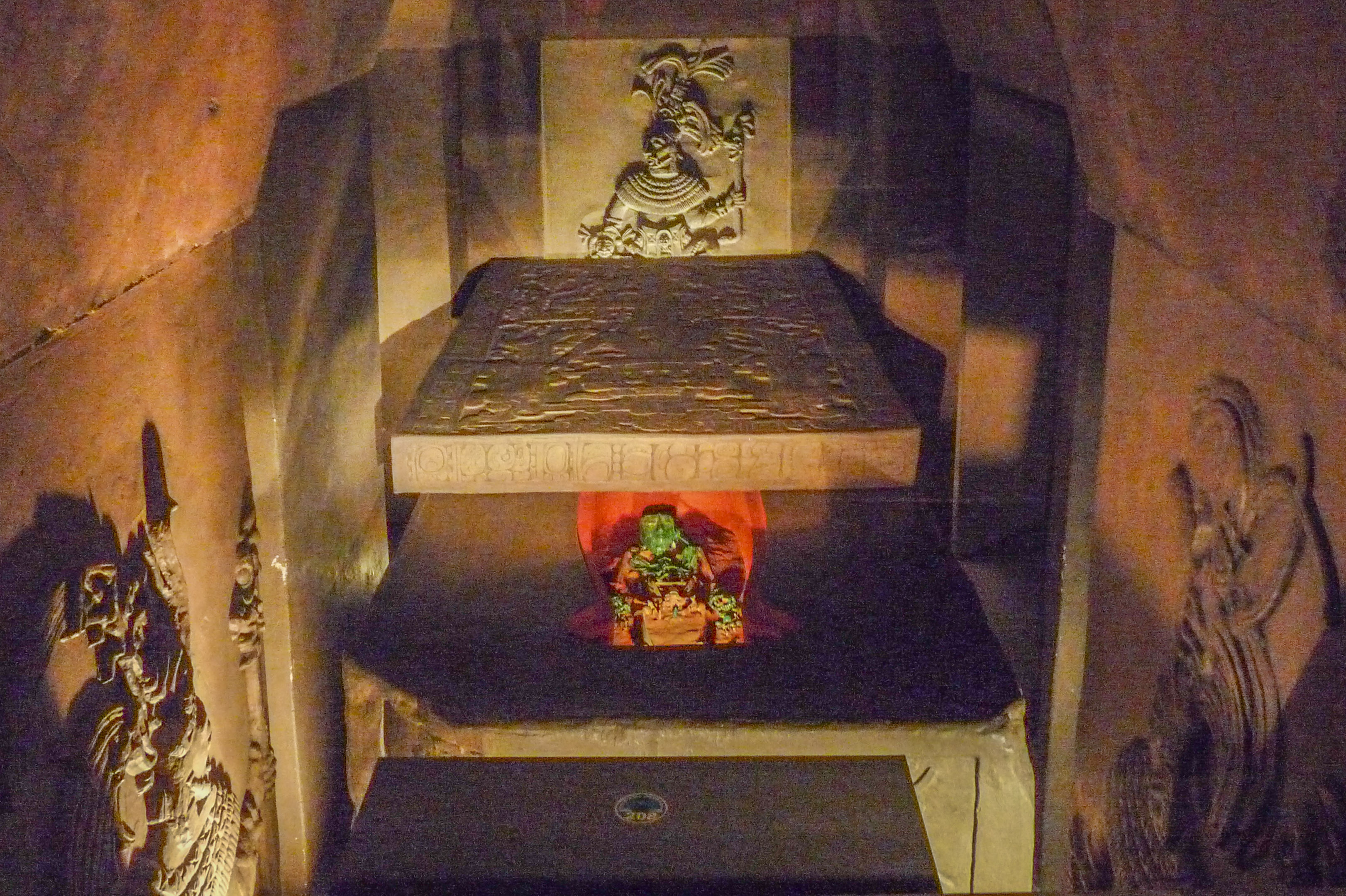
Воссоздание погребальной камеры в Национальном музее антропологии Мексики
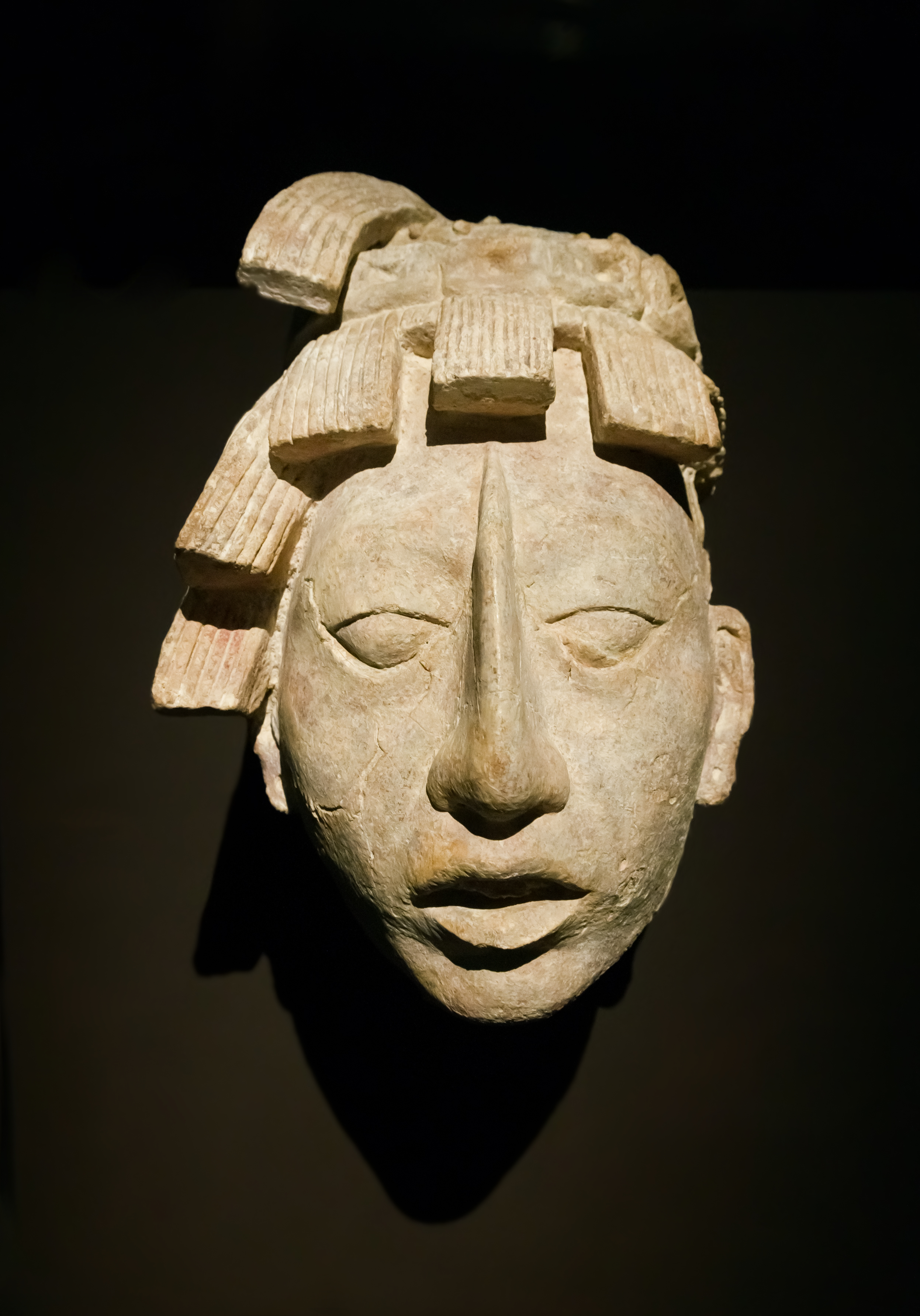
Скульптурное изображение юного Пакаля (600 - 900 годы)
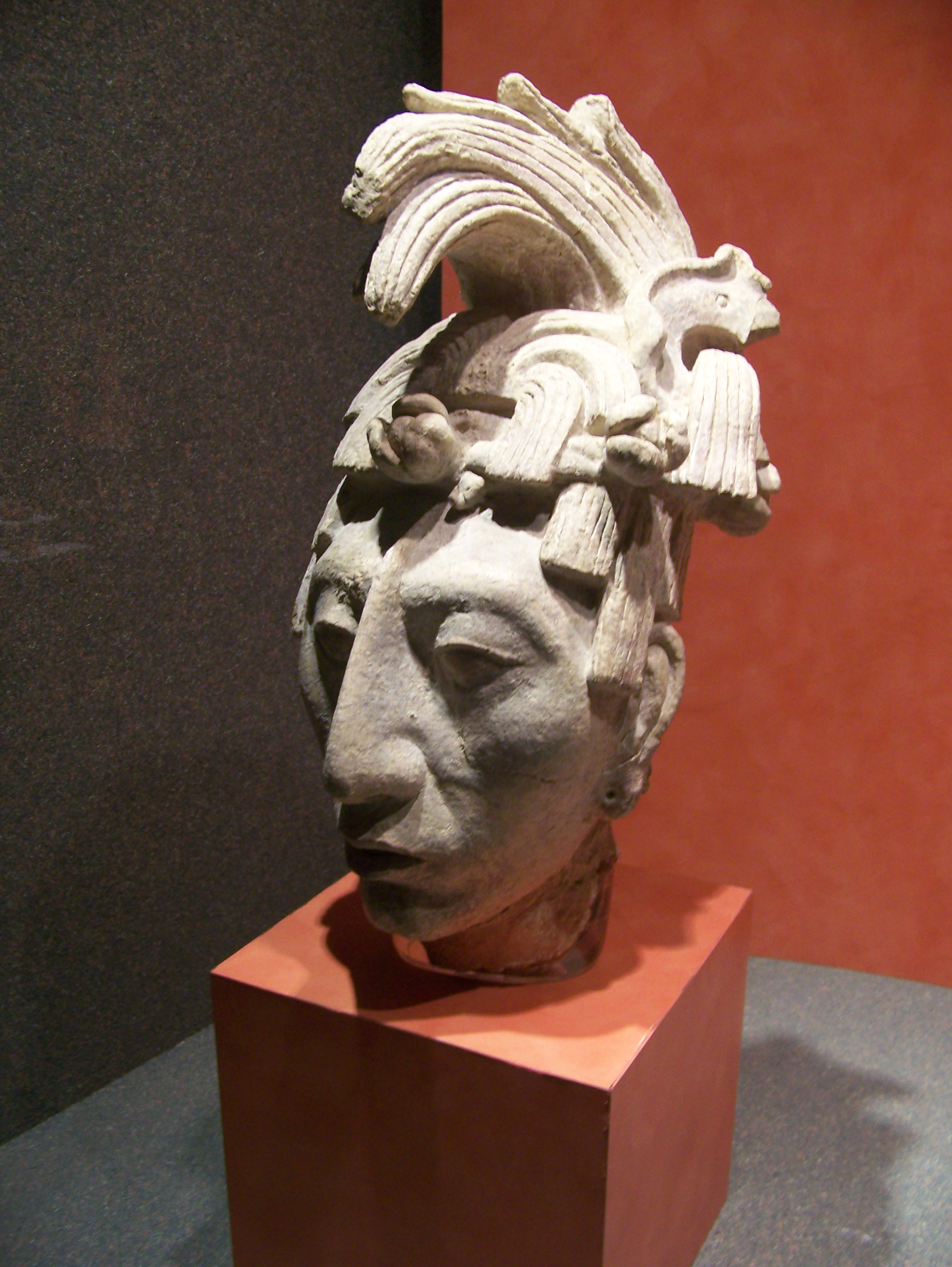
Второе скульптурное изображение Пакаля
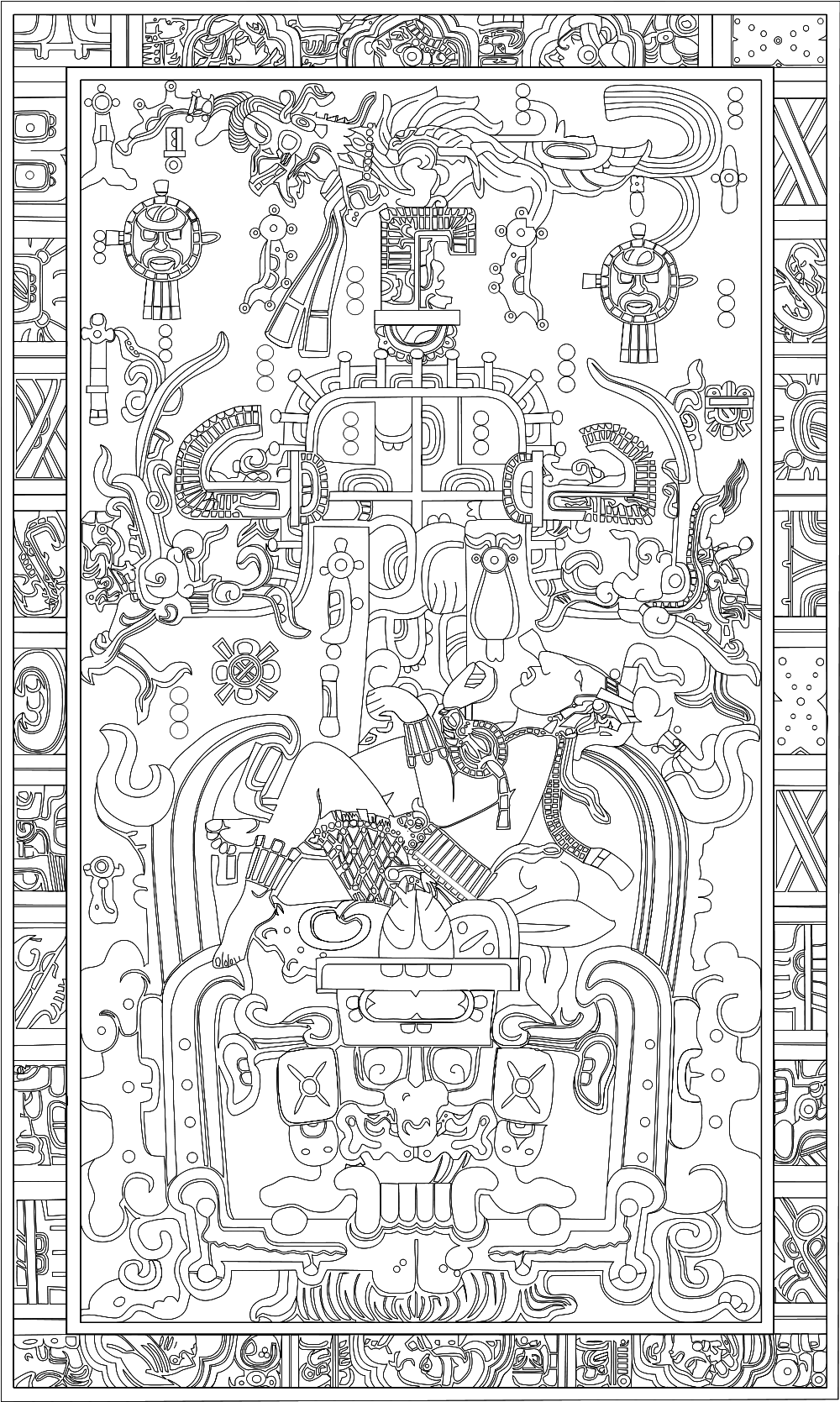
Перерисовка сцены с саркофага Пакаля

### Останки и украшения
Погребение Пакаля содержит богатые украшения из жадеита: на лице покоилась маска с глазами из перламутра и обсидиана. Во рту маски находится Т-образный амулет. Шея и запястья унизаны нитями бусин разных форм, на каждом пальце было по кольцу. Рядом лежали две нефритовые головы: одна олицетворяла Пакаля в преклонных годах, вторая — бога солнца.

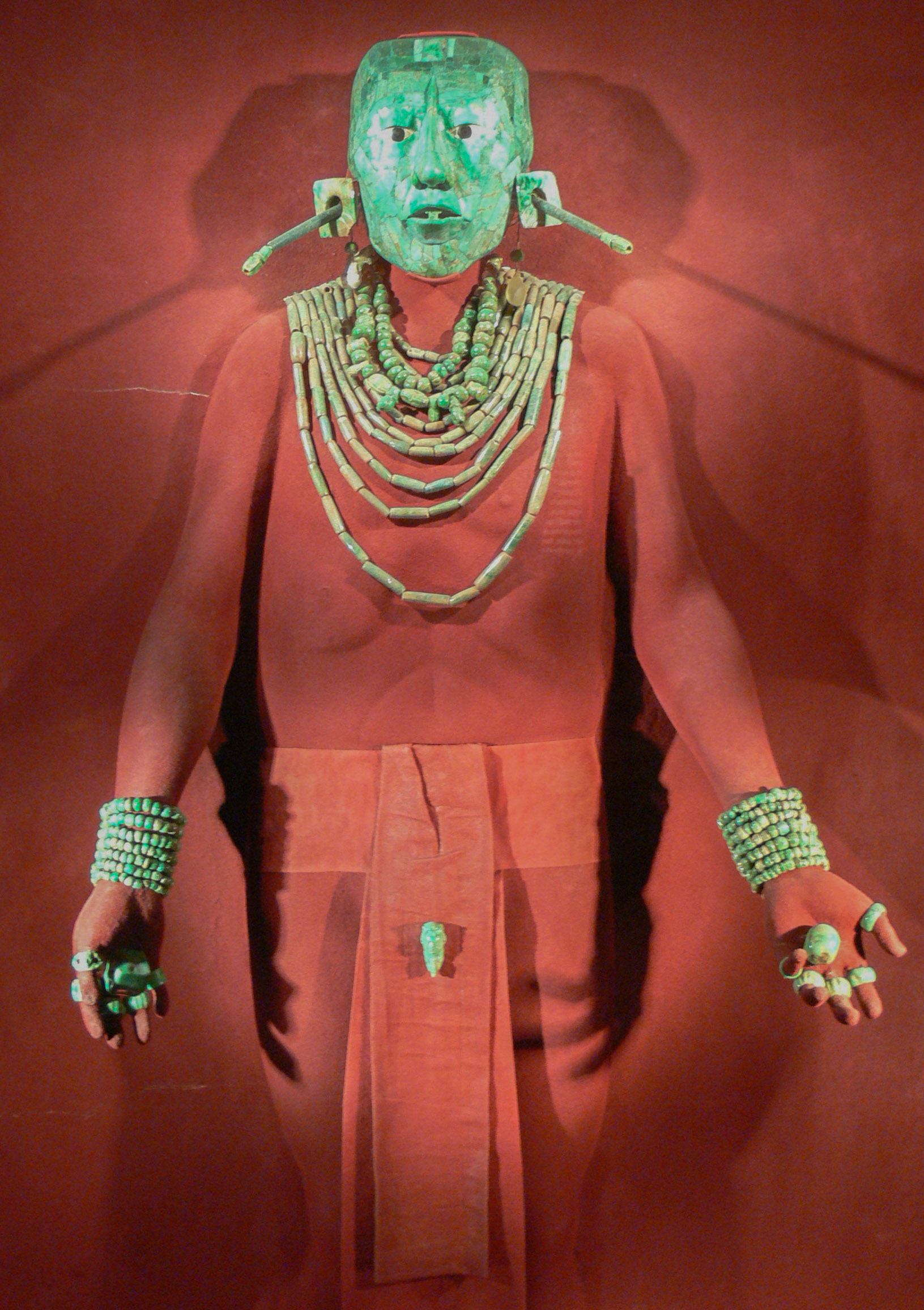
Погребальные украшения Пакаля
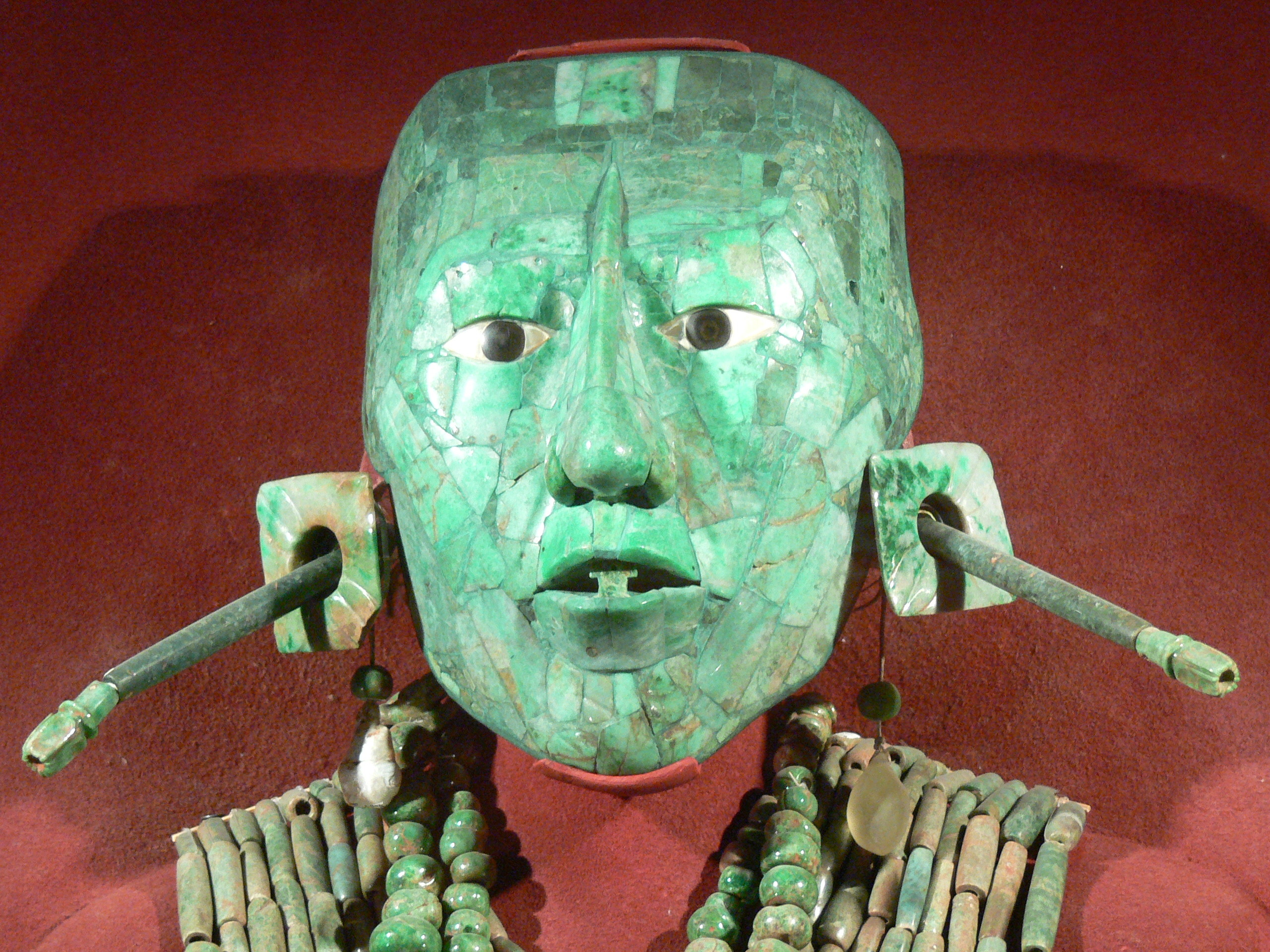
Погребальная маска
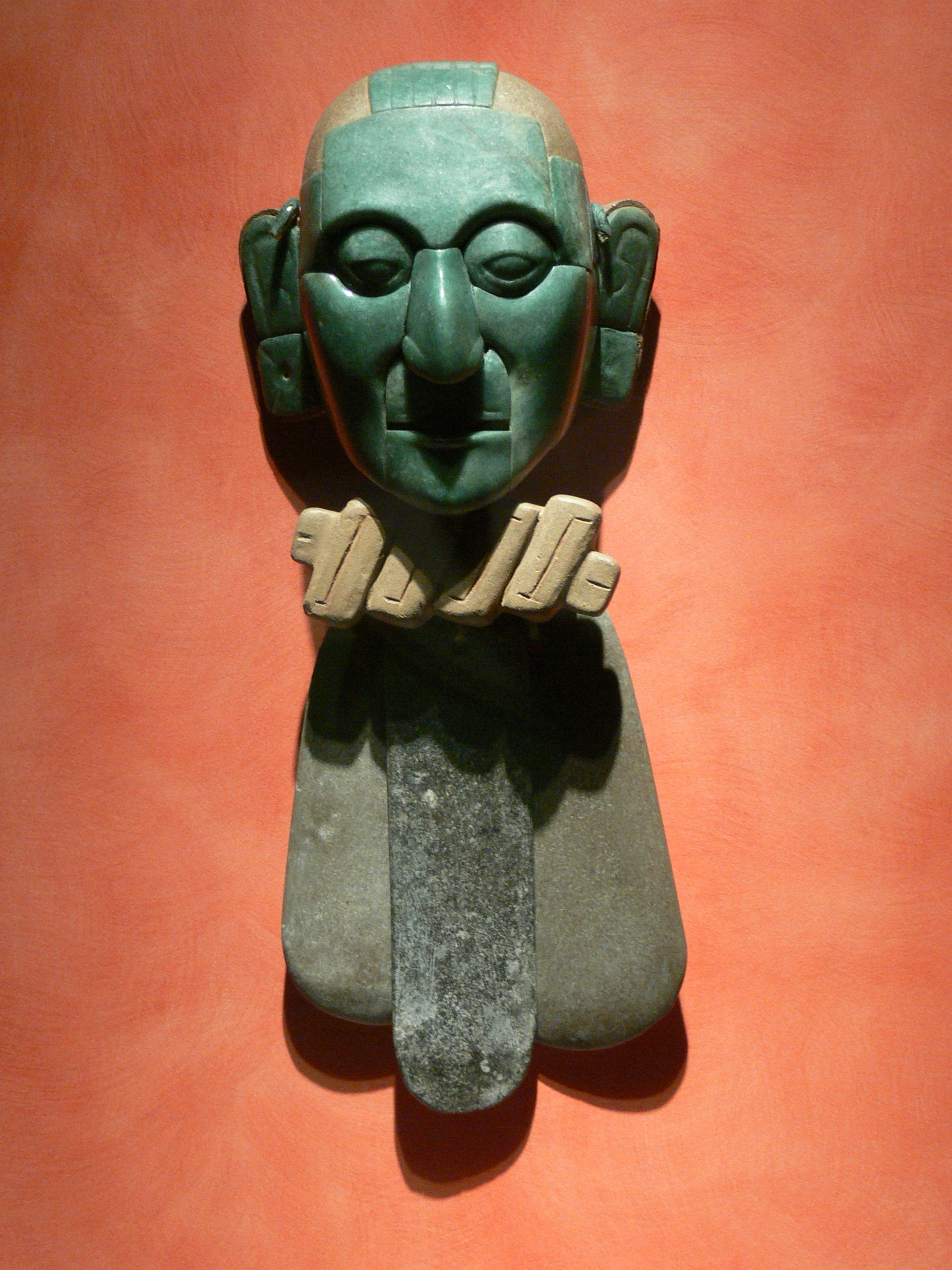
Жадеитовая голова